# Springdale (Ohio)
Springdale – miasto w Stanach Zjednoczonych, w południowo-zachodniej części stanu Ohio. Liczba mieszkańców w 2000 roku wynosiła 10 563.